# Comuna Negri, Bacău
Negri este o comună în județul Bacău, Moldova, România, formată din satele Brad, Călinești, Mâgla, Negri (reședința), Poiana și Ursoaia.

## Așezare
Comuna se află în nord-estul județului, pe malul stâng al Siretului. Este străbătută de șoseaua județeană DJ207D, care o leagă spre sud de Prăjești și Traian (unde se termină în DN2F) și spre nord de Dămienești și mai departe în județul Neamț de Icușești și Ion Creangă. Din acest drum, lângă Mâgla se ramifică șoseaua județeană DJ241E, care duce spre est la Roșiori.

## Demografie
Componența etnică a comunei Negri
     Români (93,6%)
     Alte etnii (0,16%)
     Necunoscută (6,24%)
Componența confesională a comunei Negri
     Ortodocși (55,64%)
     Romano-catolici (37,48%)
     Alte religii (0,44%)
     Necunoscută (6,44%)
Conform recensământului efectuat în 2021, populația comunei Negri se ridică la 2.516 locuitori, în scădere față de recensământul anterior din 2011, când fuseseră înregistrați 2.709 locuitori. Majoritatea locuitorilor sunt români (93,6%), iar pentru 6,24% nu se cunoaște apartenența etnică. Din punct de vedere confesional, majoritatea locuitorilor sunt ortodocși (55,64%), cu o minoritate de romano-catolici (37,48%), iar pentru 6,44% nu se cunoaște apartenența confesională.

## Politică și administrație
Comuna Negri este administrată de un primar și un consiliu local compus din 11 consilieri. Primarul, Ioan Iștoc[*], de la Partidul Național Liberal, este în funcție din 1 noiembrie 2024. Începând cu alegerile locale din 2024, consiliul local are următoarea componență pe partide politice:
|  | Partid                    | Consilieri | Componența Consiliului | Componența Consiliului | Componența Consiliului | Componența Consiliului |
|  | ------------------------- | ---------- | ---------------------- | ---------------------- | ---------------------- | ---------------------- |
|  | Partidul Social Democrat  | 4          |                        |                        |                        |                        |
|  | Partidul Național Liberal | 4          |                        |                        |                        |                        |
|  | Uniunea Salvați România   | 3          |                        |                        |                        |                        |

## Istorie
La sfârșitul secolului al XIX-lea, comuna făcea parte din plasa Fundul a județului Roman și era formată din satele Brad, Călinești (reședința), Drăgești, Mâgla, Negri și Ursoaica, având în total 1133 de locuitori, ce trăiau în 294 de case. În comună existau trei biserici (două de lemn și una de zid) și o școală mixtă. În aceeași perioadă, pe teritoriul actual al comunei mai funcționa, în aceeași plasă, și comuna Poiana lui Iurașcu, formată din satele Căutișenii lui Burchi, Căutișenii lui Iurașcu, Căutișeni-Răzeși, Negușeni și Poiana lui Iurașcu, având în total 924 de locuitori. Existau și aici o școală mixtă, două biserici de lemn ortodoxe și una catolică.
Anuarul Socec din 1925 consemnează desființarea comunei Poiana lui Iurașcu și preluarea unei părți din satele ei (inclusiv satul de reședință), de comuna Negri, care se afla în aceeași plasă, și avea 2198 de locuitori în satele Căutișeni-Jurascu, Mâgla, Negri (devenit reședință), Poiana lui Jurascu, Brad, Călinești, Căutișenii-Burchi, Căutișenii-Răzeși, Sasa și Ursoaia.
În 1950, comuna a fost transferată raionului Roman din regiunea Bacău, apoi (după 1952) raionului Bacău din aceeași regiune. În 1964, satele Poiana lui Iurascu și Cotul lui Iurascu au primit numele de Poiana, respectiv Cotu Siretului. În 1968, comuna a trecut la județul Bacău, tot atunci fiind desființate satele Cotu Siretului (comasat cu Mâgla), Islaz și Sasa (comasate cu Poiana).

## Monumente istorice

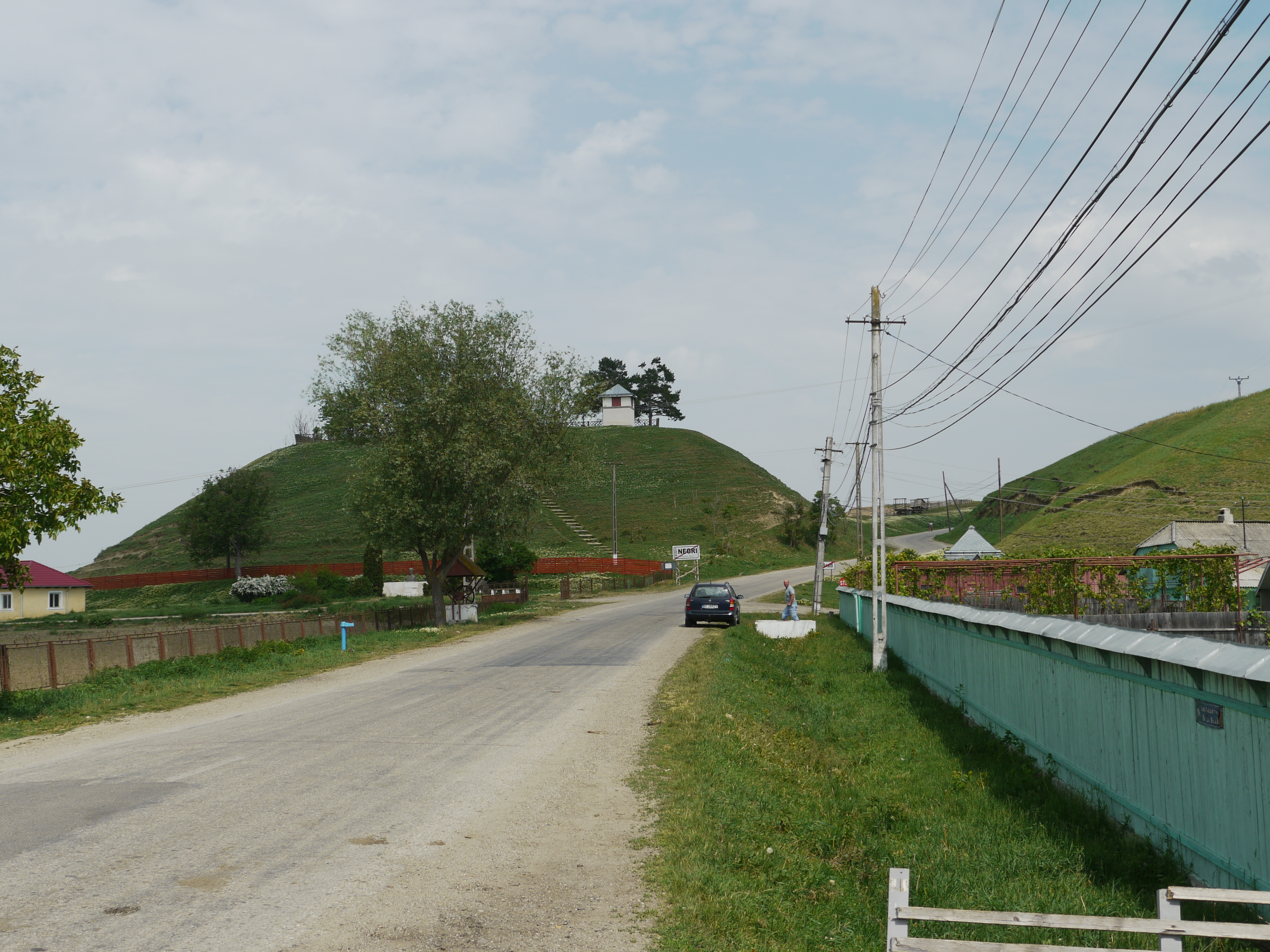
Dealul pe care se află situl arheologic „Zargidava” de lânga satul Brad

În comuna Negri se află situl arheologic „Zargidava” aflat pe terasa Siretului, la sud-vest de satul Brad, sit ce curinde așezări fortificate din eneolitic (cultura Cucuteni, fazele A–B), Epoca Bronzului (cultura Monteoru, Ic3–Ic2) și din perioada Halstatt, o cetate din secolele al II-lea î.e.n.–I e.n., precum și o biserică și o necropolă din secolele al XV-lea–al XVIII-lea.
În rest, în comună mai există două alte obiective incluse în lista monumentelor istorice din județul Bacău ca monumente de interes local. Unul este un alt sit arheologic aflat în marginea de nord-vest a satului Călinești în punctul denumit „la Biserică”, sit ce conține urmele unor așezări din perioada daco-romană (secolele al III-lea–al IV-lea e.n.) și din secolele al VIII-lea–al X-lea. Celălalt este constituit de biserica „Sfântul Nicolae” din satul Călinești, construcție din anul 1772, clasificată ca monument de arhitectură.